# 阴陆
陰陸（?—?），又作陰睦，字君孟，南阳郡新野县（今河南省新野县）人，东汉政治人物
陰陸的曾祖父陰子公，生祖父陰子方，陰睦的前妻生阴识，后妻生阴兴、阴䜣、阴就、阴丽华。阴丽华嫁给了汉光武帝刘秀，被封为贵人。建武三年（27年），追尊貴人父陰睦為宣恩侯。建武九年（33年），下詔追尊陰陸為宣恩哀侯。

## 影视形象
- 《秀麗江山之長歌行》任泉 扮演 陰陸